# Clostridiales
Las clostridiales son un orden de bacterias de la clase Clostridia, que incluye los Clostridium entre otros. Se caracterizan por ser bacilos anaerobios estrictos, mayormente Gram positivos.
Según muchos árboles filogenéticos, no son un grupo monofilético, y sus relaciones no son totalmente ciertas. Las familias clostridiales con más géneros son las Clostridiaceae y Lachnospiraceae. La familia de las heliobacterias son un caso único en la filogenia de los Gram positivos, pues son fotótrofos fijadores de nitrógeno.    
Algunas especies de importancia médica:
- Clostridium perfringens  (gangrena)
- Clostridium difficile    (colitis pseudomembranosa)
- Clostridium tetani       (tétano)
- Clostridium botulinum    (botulismo)
- Clostridium novyi
- Clostridium septicum
- Clostridium sordellii

Algunas de las enzimas que producen son utilizadas para la biorremediación.
Las familias Acidaminococcaceae y Veillonaceae, han sido trasladadas a su propia clase Negativicutes. 